# Crítica genética
La crítica genética es una línea de investigación que tiene como objeto de estudio los materiales textuales -principalmente manuscritos- que preceden al texto final de una obra o un determinado autor. A través del estudio de esos materiales pretextuales se realiza un estudio de todas las variantes que se encuentran en ellos a fin de dar cuenta del proceso creativo de un autor.
La crítica genética nace en una época en la que se pretende romper con toda la metodología de estudio anterior, y debido a las prácticas filológicas que se iban gestando, se comienza a desplazar el objeto de estudio. Este lugar ya no será ocupado por el texto en sí, sino por el objeto de estudio de la crítica genética: el proceso de escritura.

## Orígenes
La crítica genética se conoce actualmente como una línea de investigación que tiene como intención enmarcarse en una semiótica de la cultura analizando los procesos de gestación de diferentes tipos de procesos creativos, en un arco que abarca tanto las inscripciones significativas en diversos soportes (literatura, teatro, cine, plástica, arquitectura, música, creación oral) como las conceptualizaciones científicas. El nacimiento de esta metodología de estudio se remontarse a finales de los años 70 con la participación de las esferas intelectuales filológicas de países como Francia, Alemania e Italia.
La primera aparición del término (crítica genética) se remonta a 1979, aparece en la portada de una compilación publicada por el crítico Louis Hay, conocido actualmente como uno de los estudiosos más influyentes en este ámbito. Esta obra titulada Essais de critique génétique, supuso una circunscripción de un nuevo campo de estudios literarios que se definía por su relación directa con los escritores, o más concertadamente, con las huellas escritas que estos habían dejado después de su muerte. Tras esta publicación, el ámbito de la crítica genética se ha plagado de estudios y polémicas por intentar definir y delimitar el estado actual de este campo de estudio.
La crítica genética se vio definida por Louis Hay, pero sus antecedentes se remontan a mucho antes. A principios del siglo XX se venían desarrollando una serie de disciplinas que ponía su atención y situaban el objeto de estudio, en el proceso creativo de la obra y en la valoración del manuscrito del autor. Por lo tanto, la crítica genética nació en Francia, en un contexto histórico dominado por la lucha entre los antiguos y los modernos en el ámbito lingüístico. Se establecieron dos corrientes diferenciadas en el ámbito de estudio, por un lado, los que acercaban la crítica genética a la filología, y por otro, los que la veían más bien heredera del estructuralismo triunfante. Almuth Grésillon afirmaría que quienes repitieron que la crítica genética había nacido de la filología olvidaban que, aunque esta desarrolló en Francia cierta tradición en los estudios antiguos y medievales, nunca conquistó realmente el terreno de los estudios literarios modernos. Pero, esta ausencia de tradición filológica es la que hizo posible el nacimiento de la crítica genética en Francia, y esta misma singularidad histórica explica que en países de sólida tradición filológica (Italia, Alemania, Bélgica y ciertamente España y Portugal) la crítica genética haya encontrado durante mucho tiempo respuestas escépticas o perplejas
También se pueden diferenciar estas dos posiciones en la confrontación entre los estudios genéticos franceses e italianos. Esta diferente posición teórica se ve reflejada en la nomenclatura adoptada por las dos escuelas. Esta cuestión se considera como un punto esencial y que va más allá de un simple debate terminológico, debido a concepciones contrapuestas de conceptos clave del estudio genético. Lo que responde, en fondo, a los distintos objetivos que se plantean genetistas y filólogos: reconstruir el proceso de escritura, o bien establecer la historia dinámica del texto.
En definitiva, las relaciones existentes entre la crítica genética y la filología son complejas y difíciles de desenredar debido a que esta palabra designa universos que difieren según los críticos que la utilizan, por eso, todos los estudiosos coinciden con que en este ámbito de estudio permanece la idea de ruptura, de algo nuevo, y no como un avatar de la filología, si no como una disciplina nueva.
Tanto Louis Hay como Jean-Louis Lebrave han coincidido en presentar la crítica genética como la resultante de una confluencia de fenómenos que fueron surgiendo de forma progresiva y que tuvieron su punto de arranque entre finales del siglo XVIII y comienzos del XIX, alcanzando su punto culminante en el último tercio del siglo XX. En esa confluencia van a incidir tres factores: la evolución tecnológica, que hace posible el tipo de circulación impresa estable, el acceso a las grandes colecciones de manuscritos modernos, y el desarrollo de la ciencia lingüística y de la crítica literaria. Junto con una clara distinción entre el texto impreso y el texto manuscrito, surge el concepto de “manuscrito moderno”, de índole diferente a la de los manuscritos de circulación textual, y se crea una pareja de opuestos simétricos: unos pertenecen al ámbito público (pasan de mano en mano), los otros al ámbito privado (son documentos de un taller de escritura personal). Aparece entonces el concepto de materiales de génesis, es decir, todo lo que el texto dejó detrás de sí (los “pre-textos”) y que conforman la voluntad final del autor, lo que se publica. De todos modos, el acto de guardar o conservar un tipo de material que antes se desechaba, y que muchos escritores continúan tirando, no permitió apreciar, de entrada, que cuando la escritura es trabajo de creación van quedando en el escrito rastros del proceso de producción con sentido. Nace aquí el concepto de la “obra en marcha” que encontraremos en autores como Lorca o Juan Ramón Jiménez y que comentaremos más adelante cuando hablemos de cómo se desarrolló la crítica genética en el ámbito de la literatura española.

Estos enfoques genéticos que hoy en día utilizamos aparecieron más adelante, como fruto de una evolución de las ciencias del lenguajes y de la crítica literaria. Como una antecedente claro a esta labor filológica Élida Lois apunta:
Con los archivos de la memoria se había iniciado la tarea filológica en Occidente desde que Pisístrato encomendó registrar los poemas homéricos fijando textos que circulaban en versiones orales muy diferentes. Pero el término “filología” se consolidará, posteriormente, ligado a las investigaciones sobre repositorios de escritura en las que los filólogos de la Escuela de Alejandría definieron de hecho un campo de estudio en términos de “reconstrucción histórica”, ya que buscaban recuperar a través del análisis de textos antiguos su lengua, su significado y su contexto histórico-social. De este modo, la práctica filológica –como la de toda “archivística”– emergerá tensionada entre dos extremos arriesgados: la inabarcabilidad y la tergiversación.
Esta anotación nos hace pensar que el nacimiento, rebatible filológico, de la crítica genética se remonta muchos siglos atrás. Los estudios posteriores, influencias e investigadores trazaron distintas líneas de estudio a través de quizá, este origen común y a través de las corrientes imperantes en la época, se convirtió en lo que hoy conocemos como crítica genética literaria.
Pero antes de que la filología alemana y los genetistas textuales propusieran dispositivos de lectura de estos complejos procesos, los filólogos se habían interesado por el análisis de variantes escriturales de autor desde el siglo XVI; en realidad, en una dimensión universal el análisis genético se venía realizando cada vez que un lector crítico advertía la existencia de reescrituras del autor en dos o más versiones (manuscritas o inéditas) de un texto y leía en esas reformulaciones significados dignos de ser tomados en cuenta.

### La crítica genética como teoría en construcción
A lo largo del siglo XX una serie de corrientes críticas van afinando las técnicas de lectura: estilística, formalismo ruso, estructuralismo, nueva crítica, escuela temática, crítica psicoanalítica, sociología de la literatura, crítica ideológica, sociocrítica, teorías de la enunciación, lingüística del discurso, gramática del texto, pragmática, deconstruccionismo, semiótica, etc. A principios de los setenta alcanzan su apogeo las grandes teorías sobre el texto y aparecen en la escena literaria dos vertientes críticas: las teorías de la recepción originadas en medios académicos alemanes y la escuela de crítica genética francesa que acabaría por revolucionar a un tiempo el método histórico‑filológico y la estética formalista.
La labor francesa tuvo como punto de partida la creación del equipo del CNRS (Centre Nationale de la Recherche Scienctifique de Francia) dirigido por Louis Hay que comenzaron a analizar los manuscritos de Heinrich Heine ya desde una metodología adaptada a lo que hoy llamamos crítica genética. No es casual que las investigaciones de un grupo de germanistas dieran origen a la crítica genética, ya que, en Alemania empezó a consolidarse desde fines del siglo XIX una tradición editorial crítica de textos contemporáneos que intentaba superar por medio de otras alternativas gráficas las dificultades de lectura impuestas por la consignación de variantes textuales a pie de página.
El origen de la crítica genética se ha de situar la confrontación dinámica y la puesta en común de problemáticas surgidas a partir del análisis de un amplio corpus de manuscritos, y muy diferentes entre sí (Heine, Proust, Flaubert, Zola, Nerval, Valéry, etc.). La idea del estudio general de los procesos creadores surgió gracias a esta transversalidad, cuya progresiva generalización derivó, a continuación, en el interés por la pintura, la arquitectura, la historia de las ciencias y, más tarde, la música. El mismo interés transversal e interdisciplinario permitió a la crítica genética abrirse a las ciencias humanas. En concreto, ha mantenido siempre un diálogo enriquecedor con la psicología cognitiva y ha buscado en la informática tanto metodologías como herramientas de estudio y conceptos operacionales, como, por ejemplo, la noción de hipertexto.

## Metodologías y problemas
El principal objetivo de la crítica genética es reconstruir la marcha de la escritura, al mismo tiempo que da cuentas de los procesos de simbolización. Al ser esta su finalidad, dar cuenta de una dinámica, llamada por Lois “la de la textualidad en movimiento”, desarrolla para ello dos tipos principales de actividades: la edición genética de textos modernos y el abordaje de diversas orientaciones hermenéuticas. Así, editar e interpretar procesos de escritura son dos actividades complementarias dentro de esta línea de investigación. Editar materiales de génesis representa una propuesta de lectura, pero con ello se está adelantando un primer intento de interpretación. Y al mismo tiempo, es imposible acceder a la etapa interpretativa sin haber transitado por una reconstrucción de la escritura que permita leerla sin dificultad.
La reconstrucción de un proceso de escritura se materializa en una edición genética. Y una “edición genética” se define por oposición a “edición crítica” remarcando, en particular, la diferencia de objetivos. En tanto la edición crítica se propone ofrecer un texto para la lectura, la edición genética tiene por objetivo central hacer leer pre-textos. Se entiende, entonces, por la categoría “edición genética” la que presenta, exhaustivamente y siguiendo el orden cronológico de su aparición, los testimonios de una génesis. Esto nos explica, la diferencia primordial de una crítica genética y con ella el cambio de metodología que debemos seguir. La crítica genética cambia el objeto de estudio propio de la crítica literaria, el texto, por el proceso de escritura en sí. A pesar de desentrañar el nacimiento de la crítica genética del estructuralismo, el objeto de la crítica genética no es el mismo que el de esta corriente. Si esta última analiza formas acabadas, aquella toma por objeto formas en movimiento que, a veces, quedan incluso sin acabar. Por lo que la palabra borrador nos da cuenta de ese objeto de estudio está inacabado, en una metamorfosis.
Pero, uno de los mayores problemas se plantea a la hora de realizar una crítica o un estudio genéticos de esos materiales pre-textuales. Grésilon se planteaba innumerables preguntas en torno a este proceso, como ¿qué es, por lo tanto, un documento genético?, ¿es necesariamente un manuscrito?, ¿qué es exactamente una edición genética? ¿qué es un añadido o un antetexto? O ¿Qué supone para nosotros?, etc. Pero la cuestión que consideramos más importante para definir en un estudio que tiene como objeto los materiales pretextuales es ¿qué es una obra, a partir del momento en que, en el horizonte de la crítica genética, se postula que no puede tratarse ya de una forma finalizada, perfecta, acabada, sino del proceso escritural de su elaboración?, es decir, consideramos que un texto es ya una obra en sí en el momento, por ejemplo, que el autor ha muerto y ya ese texto no puede formar parte de un proceso de escritura que iba a tener una voluntad final y que por consiguiente ese texto u obra que consideramos en ese momento pasaría a ser otro pretexto más.
La crítica genética a pesar de la infinidad de dudas que se entornan a ella ha conseguido definir un saber hacer para tratar todos esos pretextos. Y tras el estudio de numerosos dossieres genéticos y al exhaustivo trabajo de críticos expertos en esta línea de estudio se comenzó a adoptar posiciones más matizadas, por ejemplo, respecto a la filología, herramienta indispensable para el estudio del dossier genético, a las investigaciones de lectura, ligadas dialécticamente al proceso de escritura. Se renunció a la oposición tajante entre el acto de escritura como un gesto privado y la esfera social y pública del impreso. Esto se debe a que sabemos que el escritor no siempre escribe solo, y que sus manuscritos o pretextos son compartidos con otros testigos para ayudar a definir estas primeras versiones.
Por lo tanto, una edición genética se podría definir como la transcripción de un proceso significativo fracturado y multidimensional que rompe con la ilusión de linealidad de la letra impresa y el estudio del texto como objeto. Representar ese proceso y facilitar su “legibilidad” es su finalidad. Y es en este sentido que una edición genética pretende ser una forma de leer los testimonios de la arqueología textual de una producción literaria y entender el proceso de creación de un determinado autor.
Según Lois, encontramos tres tipos principales de ediciones genéticas: las ediciones facsimilares, las ediciones genéticas propiamente dichas (por lo general, ediciones en soporte-papel) y las ediciones genéticas en soporte electrónico, estas últimas, suponen en la actualidad la mayoría.

### Metodología
La reproducción de un manuscrito permite tomar contacto con los rasgos reveladores que el aparato crítico no consigna, tales como bloques de escritura, trazos reveladores, gráficos, mapas, dibujos, etc. Por lo tanto, lo que consideramos hoy una edición genética es el resultado de un trabajo de investigación que Lois divide en tres partes:
-Transcripción de todos los documentos genéticos de una obra por orden cronológico, incluidas las notas de documentación, los planes o los bosquejos. La representación de un proceso de escritura define una edición genética propiamente dicha.
-Notas críticas acerca de los aspectos que no son directamente comprensibles para el lector, porque no se incluyen los facsímiles o porque no se pueden apreciar en la reproducción, así como toda indicación relacionada con la génesis que el editor considere útil.
-Un estudio preliminar en el que se describa el corpus genético, se informe sobre su localización y sus características materiales, y se expliciten sus etapas distinguibles. Es imprescindible que este marco informativo incluya la consideración de documentos paratextuales: peritexto y epitextos.
La totalidad del dossier genético supone, por lo tanto, un hipertexto,es decir, un conjunto de documentos totalmente disponibles dentro de la memoria de la computadora y activables sobre la pantalla con el objetivo de reconstruir la dinámica misma de la escritura, el movimiento que ninguna edición en papel podría reproducir. Una vez archivada esta información se la puede hacer circular. Se puede hacer desfilar en orden cronológico todas las sinopsis de partes de una obra, o comparar un bosquejo con su textualización o la primera redacción de un pasaje con la última, o cotejar fases, o desplegar el abanico completo de una génesis, o reunir todas las ocurrencias de una palabra‑clave para observar sus contextos, en definitiva, infinidad de estudios relacionados con ese corpus.
El objetivo de una edición genética no es (como en la crítica textual) la constitución de un texto nuevo, sino una representación, una conexión y una explicación de los documentos de génesis existentes. Para una edición genética lo que los archivos albergan son documentos o, mejor, secuencias de documentos que contienen sugerente información de muy distintos órdenes; pero al editor sobre todo le deberá preocupar conseguir con su trabajo dar acceso a la comprensión de los diferentes estadios compositivos que conforman el proceso genético subyacente en esos documentos.

## La crítica genética en España

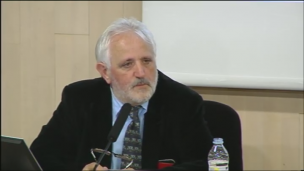
Javier Blasco

El panorama de la crítica genética española se encontraba ajeno a los postulados de las nuevas filologías y de la escuela francesa, se podría afirmar que, la crítica española no ha reconocido la utilidad del manuscrito literario más que para la reconstrucción de la historia de génesis de determinadas obras. Son muy pocos los trabajos que han intentado aplicar la metodología genetista o filológica italiana para estudiar los manuscritos modernos, y casi inexistentes son los trabajos teóricos que las proponen como opciones válidas que sustituyan o completen las lagunas de la crítica textual.
En el libro Poética de la escritura. El taller del poeta se enmarca como el pionero en los estudios de crítica genética en el ámbito español, de clara inspiración francesa, Javier Blasco se servía del concepto de archivo genético para dar nombre a todos aquellos materiales que formaban parte del proceso creativo que precedía a la aparición del poema, utilizando este término como equivalente al de dossier génétique francés.
El archivo genético se presentaba en la Poética de la escritura como un escenario con extraordinarias posibilidades para muy diversos enfoques críticos, desde la filología a la psicología, pasando por aspectos importantes tales como la documentación de la relación entre la escritura y la lectura, o la participación del autor en el proceso tipográfico.
Javier Blasco toma como objeto central de estudio de su obra la producción literaria de Juan Ramón Jiménez y hace hincapié en la necesidad de diferenciar ante-texto (todo lo que precede a la obra publicada) y texto (la obra en sí que llegó al lector), diferencias conceptuales que tuvieron su problemática en diferentes estudios posteriores. Su obra se resume en una crítica constante por denunciar aquellos estudiosos que han intentado presentar un ante-texto de Juan Ramón Jiménez como un texto acabado e inédito. Por lo tanto, al convertir en texto un ante-texto, algo que solo el autor podría haber realizado y no lo hizo, por una u otra razón estaríamos engañando al lector. Pero estos ante-textos tienen valor indudable ya que nos proporcionan información sobre el taller del poeta y el modo en el que se da su creación literaria.

En el caso de Juan Ramón se pretendía recurrir al concepto de archivo genético para intentar explicar esa obsesión que tenía el poeta por releer, corregir y esa inacabable revisión de su obra. Ese concepto de obra en marcha latente en autores como el onubense o García Lorca, proyectando sobre la obra pública de estos autores una idea de provisionalidad que daría pie a que numerosos investigadores se tomarán la potestad de tratar esos textos como ante-textos u otros como textos en sí. Los poemas de Juan Ramón Jiménez que la conforman son discurso en constante estado de transformación, de metamorfosis, volviendo a sus poemas una y otra vez en sus antologías. Como el mismo declaró:

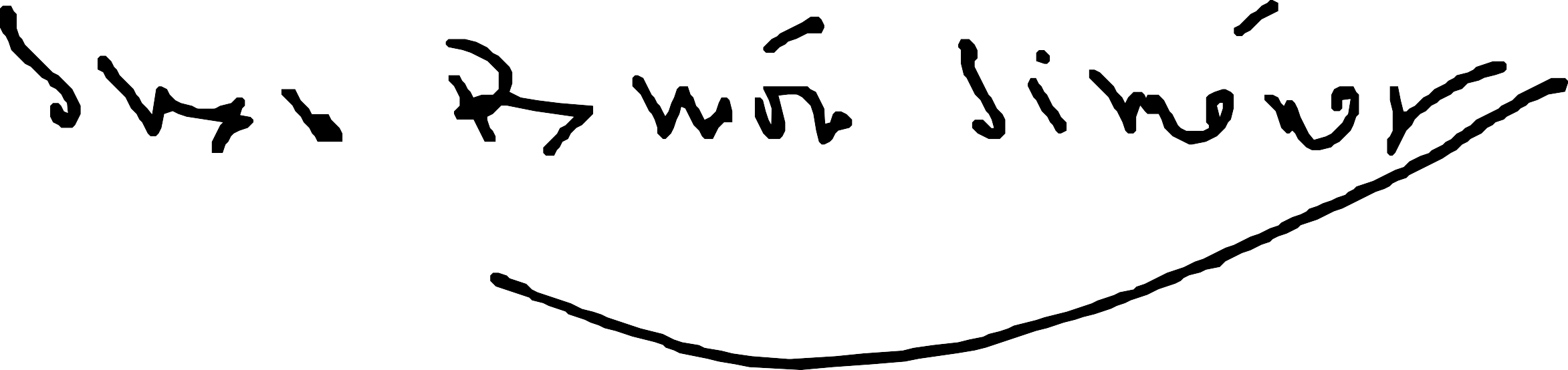
Firma Juan Ramón Jiménez

YO varío incesantemente mis poemas (las flores, los frutos de mi cuerpo y de mi alma) como la naturaleza varía incesantemente los de los suyos (de sus verdes) (2009:142).
Para Juan Ramón Jiménez, incluso los textos publicados son versiones provisionales de un texto ideal que nunca acabara de encarnarse; el mismo los denominó «borradores provisionales» (ante-textos de un texto que nunca concibe como acabado), lo que convierte la totalidad de su obra en un gran dossier génétique y, por ende, en riquísimo muestrario de facetas que ilustran un complejo proceso de creación idóneo para la crítica genética.
En efecto, los textos que recogen las diferentes ediciones llevadas a cabo bajo el control del poeta reflejan en muchas ocasiones, las variaciones de palabras, en la ordenación de una frase, suponen cambios de significado muy importantes, todos ellos, elementos clave para desentrañar la maraña de pensamientos que el autor expone en su proceso creativo. En algunas ocasiones estos cambios en los borradores de palabras, sintagmas, verbos alternativos solo indican esa evolución entre dos momentos: cuando se gesta el texto y cuando se corrige. Pero, en otros casos, las alternativas que ofrecen las correcciones y anotaciones que observamos en los ante textos, lo abren hacia una obra totalmente diferente a aquella que está en la base de todo el proceso. De ahí las dificultades que estos materiales deberían plantear siempre a quien se aventura en su edición.

Javier Blasco añadió sobre el proceso de creación de Juan Ramón una reflexión de Zenobia Campubrí, con un claro conocimiento de lo que podría suponer el estudio genético de los textos del autor onubense.
Él está acostumbrado a trabajar sobre el manuscrito primero y luego coge la copia inicial a máquina, vuelve sobre ella y a menudo dicta una tercera vez; ya que las páginas a máquina son más claras, y es mucho más fácil repasarlas, aunque el manuscrito se ve mucho más atractivo desde el punto de vista estético. Me gustaría conservar estos manuscritos. Es muy interesante estudiar las etapas progresivas de sus trabajos, pero mientras va dictando tacha las palabras una a una, o al final, rompe el papel en pedacitos con deleite, como si fuera un trabajador quitando el andamio […].